# Alice Blanche Balfour
Alice Blanche Balfour FRES (20 octobre 1850 - 12 juin 1936) est une entomologiste écossaise, naturaliste, illustratrice scientifique et l'une des premières pionnières de la science de la génétique .

## Biographie
Balfour est née le 20 octobre 1850 à Whittingehame House dans l'East Lothian, fille de Lady Blanche Gascoyne-Cecil (1825–1872) et de James Maitland Balfour ,. Elle vit une grande partie de sa vie d'adulte à Londres  avec son frère Arthur Balfour, 1er comte de Balfour qui est Premier ministre du Royaume-Uni de 1902 à 1905. Son frère Francis Maitland Balfour est élu membre de la Royal Society à l'âge de 27 ans pour ses travaux sur l'embryologie.
Elle développe un intérêt tout au long de sa vie pour l'entomologie et développe plus tard un intérêt pour la génétique et en particulier la façon dont les motifs des peaux de zèbre sont hérités. Elle a une longue correspondance avec James Cossar Ewart, professeur de zoologie à l'Université d'Édimbourg, qui a lui-même un intérêt professionnel pour le développement du cheval. La correspondance porte sur la possibilité de croiser des zèbres avec des chevaux pour réduire l'impact de la mouche tsé-tsé sur les chevaux en Afrique.
En 1895, elle publie le livre Twelve Hundred miles in a Waggon  qui décrit un voyage qu'elle a effectué avec HW Fitzwilliam, Albert Grey et sa femme, et le cousin d'Albert Grey, George Grey .
Elle est élue membre de la Royal Entomological Society de Londres le 7 juin 1916.
Elle est décédée le 12 juin 1936 à Wittingehame House .